# 1867年逝世人物列表
1867年逝世人物列表：1月 - 2月 - 3月 - 4月 - 5月 - 6月 - 7月 - 8月 - 9月 - 10月 - 11月 - 12月
下面是1867年逝世的知名人士列表。

## 1月

### 1月14日
- 让·奥古斯特·多米尼克·安格尔，法國畫家

### 1月30日
- 日本第121代天皇孝明天皇

## 3月

### 3月6日
- 阿特穆斯·沃德，美國幽默家（肺結核）

### 3月25日
- 弗里德利布·费迪南德·龙格，德國化學家

## 4月

### 4月1日
- 路易·杜·庫雷，法國探險家、作家和軍官

### 4月12日
- 大衛·卡納巴羅，巴西將軍，高喬革命者

### 4月18日
- 羅伯特·斯米爾克，英國建築師

### 4月27日
- 本傑明·霍爾，第一代蘭諾威男爵，大本鐘可能以他的名字命名

## 5月

### 5月12日
- 弗裡德里希·威廉·愛德華·格哈德，德國考古學家

### 5月23日
- 威廉·克勞沙伊二世，威爾士實業家

### 5月29日
- 瑪格麗塔·莫裡斯，美國昆蟲學家

### 5月30日
- 拉蒙·卡斯蒂利亚，秘魯軍事領袖和政治家，三屆秘魯總統[1]

## 6月

### 6月19日
- 墨西哥皇帝马西米连诺一世（被處決）[2]

## 7月

### 日期不詳
- 湯瑪斯·貝克，斐濟衛理公會傳教士

### 7月1日
- 湯瑪斯·弗朗西斯·米格爾，美國內戰將軍

### 7月26日
- 希臘國王奥托一世

### 7月31日
- Benoît Fourneyron，法國工程師，渦輪機發明者
- 凱薩琳·瑪麗亞·塞奇威克，美國“家庭小說”小說家

## 8月

### 8月3日
- 奧古斯特·博克，德國學者和古物學家

### 8月6日
- 大衛·波特，美國政治家

### 8月8日
- 奧地利的瑪麗亞·特蕾莎，兩西西里島斐迪南二世的第二任王后

### 8月21日
- 胡安·阿爾瓦雷斯，1855年墨西哥臨時總統[3]

### 8月25日
- 邁克爾·法拉第，英國化學家、物理學家

### 8月31日
- 查理斯·波德萊爾，法國作家

## 9月

### 9月10日
- 西蒙·塞克特，奧地利音樂教師

### 9月26日
- 詹姆斯·弗格森，蘇格蘭出生的美國天文學家

## 10月

### 10月9日
- 伊格納西·費利克斯·多布津斯基，波蘭作曲家

### 10月11日
- Gunatitanand Swami，印度教 Swaminarayan Sampraday 教派的印度 paramahamsa

### 10月23日
- 法蘭茨·波普，德國語言學家

### 10月25日
- 阿布納·薩拉馬三世（Abuna Salama III），衣索比亞教會大都會

### 10月31日
- 第三代羅斯伯爵威廉·帕森思，愛爾蘭天文學家

## 11月

### 11月19日
- 菲茨-格林·哈萊克，美國詩人
- 任化邦，中國年化運動領袖

## 12月

### 12月1日
- 菲拉雷特，莫斯科大都會，俄羅斯東正教領袖

### 12月10日
- 坂本龍馬，日本武士、政治家和商人

### 12月26日
- 約瑟夫·科西奇，匈牙利-斯洛維尼亞天主教神父、作家和民族學家

### 12月30日
- 莎拉·布斯，英國女演員